# (38443) 1999 SM7
1999 SM7 (asteroide 38443) é um asteroide da cintura principal. Possui uma excentricidade de 0.11151790 e uma inclinação de 11.05022º.
Este asteroide foi descoberto no dia 29 de setembro de 1999 por LINEAR em Socorro.